# Fahd Daifi
Fahd Daifi (en arabe : فهد ضيفي), né le 4 mars 1998, est un footballeur marocain. Pouvant jouer au poste de milieu défensif, il joue au Rapide Oued-Zem.

## Biographie

### Formation à l'Académie Mohammed VI (-2016)
Fahd Daifi est formé à l'Académie Mohammed VI, principale académie marocaine pour la formation des joueurs.

### Débuts en Botola Pro (2016-2019)
Il rejoint ensuite le Kawkab de Marrakech, ce qui lui permet de faire ses débuts en Botola Pro et de disputer 27 matchs. Toutefois, le club sera relégué 3 saisons plus tard, lors de la saison 2018-2019, en 2e division.

### Parcours en Botola Pro2 (2019-2021)
Il poursuit six mois au Kawkab de Marrakech, avant de rejoindre en janvier 2020 le TAS de Casablanca, qui évolue aussi en 2e division, où il restera moins d'une saison.
Il continue son parcours en Botola Pro 2 en signant pour Chabab Atlas Khénifra en novembre 2020.

### Retour en Botola Pro (2021-)
Le 26 août 2021, il retrouve la Botola Pro, en signant au Rapide Oued-Zem. Il a cependant une place de remplaçant, prenant part à seulement sept matchs sur 15 possibles à la mi-saison.

## Statistiques
| Saison                | Club                  | Championnat           | Championnat | Championnat | Coupe(s) nationale(s) | Coupe(s) nationale(s) | Total | Total |
| Saison                | Club                  | Division              | M.          | B.          | M.                    | B.                    | M.    | B.    |
| 2016-2017             | KAC Marrakech         | Botola                | 11          | 0           | 0                     | 0                     | 11    | 0     |
| 2017-2018             | KAC Marrakech         | Botola                | 11          | 0           | 0                     | 0                     | 11    | 0     |
| 2018-2019             | KAC Marrakech         | Botola                | 5           | 0           | 0                     | 0                     | 5     | 0     |
| 2019-2020             | KAC Marrakech         | Botola Pro2           | -           | -           | 0                     | 0                     | 0     | 0     |
| Sous-total            | Sous-total            | Sous-total            | 27          | 0           | 0                     | 0                     | 27    | 0     |
| 2019-2020             | Tihad AS              | Botola Pro2           | -           | -           | 0                     | 0                     | 0     | 0     |
| Sous-total            | Sous-total            | Sous-total            | -           | -           | 0                     | 0                     | 0     | 0     |
| 2020-2021             | CA Khénifra           | Botola Pro2           | -           | -           | 1                     | 0                     | 1     | 0     |
| Sous-total            | Sous-total            | Sous-total            | -           | -           | 1                     | 0                     | 1     | 0     |
| 2021-2022             | Rapide Oued-Zem0      | Botola Pro            | 7           | 0           | 0                     | 0                     | 7     | 0     |
| Sous-total            | Sous-total            | Sous-total            | 7           | 0           | 0                     | 0                     | 7     | 0     |
| Total sur la carrière | Total sur la carrière | Total sur la carrière | 34          | 0           | 1                     | 0                     | 35    | 0     |